# Krasnooktjabr'skij (Adighezia)
Krasnooktjabr'skij (in lingua russa Краснооктябрьский) è un centro abitato dell'Adighezia, situato nel Majkopskij rajon. La popolazione era di 6.451 abitanti al dicembre 2018. Ci sono 69 strade.